# Ophiusa reducta
Ophiusa reducta  là một loài bướm đêm thuộc họ Erebidae. Nó được tìm thấy ở Châu Phi, bao gồm Madagascar.